# Koninklijke Voetbalclub Kortrijk
Il Koninklijke Voetbalclub Kortrijk, meglio noto come KV Kortrijk o semplicemente come Kortrijk, è una società calcistica belga con sede nella città di Courtrai. Attualmente milita in Challenger Pro League, la seconda serie del calcio belga.
La squadra, anche se riprende l'anno di fondazione e il numero di matricola del SC Courtraisien, fu formata nel 1971 dalla fusione tra Stade Kortrijk e Koninklijke Kortrijk Sport.

## Storia
La società fu fondata il 14 marzo 1901 con il nome di SC Courtraisien e il 28 agosto dello stesso anno si iscrisse all'URBSFA/KBVB come club debuttante. Nel 1902 si affiliò alla federazione come club effettivo. Nel 1919 il club si unì, in forma non ufficiale, con l'FC Courtraisien per formare il Courtrai Sport.
Il 29 luglio 1921 fu fondato il Football Club Sint-Rochus Kortrijk e si affiliò alla federazione il 22 dicembre 1921 come Football Club Saint-Roch Courtrai. Nel 1923 la società si unì con l'Eendracht Sport Courtrai per creare lo Stade Courtrai.
Nel 1926 il Courtrai Sport la matricola numero 19, lo Stade Courtrai la matricola numero 161. L'anno successivo, il Courtrai Sport modificò il suo nome in Royal Courtrai Sport. Nel 1939 lo Stade Courtrai cambiò nome il Stade Kortrijk, nome fiammingo della città, che fu ulteriormente cambiato nel 1950 con Koninklijke Stade Kortrijk. Nel 1971 il Koninklijk Kortrijk Sport (ulteriore cambio di denominazione del Royal Courtrai Sport) e il Koninklijke Stade Kortrijk originarono la società che esiste tuttora.
Per problemi finanziari, la squadra nel 2001 è retrocessa in Derde klasse, la terza divisione. Dal 2004 al 2008 la compagine ha militato in Tweede klasse, la seconda serie, e proprio alla fine della stagione 2007-2008 si è guadagnata l'accesso in massima divisione grazie al primo posto finale.

## Palmarès

### Competizioni nazionali
- Tweede klasse: 1

2007-2008
- Derde klasse: 1

1926-1927

### Altri piazzamenti
- Coppa del Belgio:

Finalista: 2011-2012
Semifinalista: 1979-1980, 2012-2013, 2017-2018, 2019-2020
- Tweede klasse:

Secondo posto: 1975-1976, 1979-1980, 1997-1998
- Derde klasse:

Vittoria play-off: 2003-2004

## Rose delle stagioni precedenti
- 2011-2012
- 2013-2014

## Organico

### Rosa 2024-2025
Aggiornata al 30 gennaio 2025.
| N. |                        | Ruolo | Calciatore          |
| -- | ---------------------- | ----- | ------------------- |
| 1  | Belgio (bandiera)      | P     | Tom Vandenberghe    |
| 2  | Inghilterra (bandiera) | D     | Ryan Alebiosu       |
| 4  | Russia (bandiera)      | D     | Mark Mampassi       |
| 5  | Germania (bandiera)    | D     | Christalino Atemona |
| 6  | Cile (bandiera)        | C     | Nayel Mehssatou     |
| 7  | Francia (bandiera)     | A     | Mounaïm El Idrissy  |
| 8  | Belgio (bandiera)      | C     | Youssef Challouk    |
| 9  | Irlanda (bandiera)     | C     | Jonathan Afolabi    |
| 10 | Algeria (bandiera)     | C     | Abdelkahar Kadri    |
| 11 | Belgio (bandiera)      | C     | Dion De Neve        |
| 13 | Belgio (bandiera)      | P     | Ebbe De Vlaeminck   |
| 15 | Bulgaria (bandiera)    | C     | Kristijan Malinov   |
| 16 | Belgio (bandiera)      | C     | Marco Kana          |
| 18 | Paesi Bassi (bandiera) | A     | Koen Kostons        |
| 19 | Spagna (bandiera)      | A     | Nacho Ferri         |

| N. |                        | Ruolo | Calciatore         |
| -- | ---------------------- | ----- | ------------------ |
| 21 | Croazia (bandiera)     | A     | Roko Šimić         |
| 24 | Giappone (bandiera)    | D     | Haruya Fujii       |
| 26 | Belgio (bandiera)      | D     | Bram Lagae         |
| 27 | Francia (bandiera)     | C     | Abdoulaye Sissako  |
| 30 | Giappone (bandiera)    | C     | Takuro Kaneko      |
| 41 | Serbia (bandiera)      | P     | Marko Ilić         |
| 44 | Portogallo (bandiera)  | D     | João Silva         |
| 54 | Inghilterra (bandiera) | C     | Sheyi Ojo          |
| 68 | Guadalupa (bandiera)   | A     | Thierry Ambrose    |
| 70 | Belgio (bandiera)      | C     | Massimo Bruno      |
| 76 | Senegal (bandiera)     | C     | Djibi Seck         |
| 89 | Belgio (bandiera)      | C     | Lynnt Audoor       |
| 93 | Haiti (bandiera)       | D     | Jean-Kévin Duverne |
| 95 | Belgio (bandiera)      | P     | Lucas Pirard       |
| 98 | Romania (bandiera)     | D     | Raul Opruț         |

### Rosa 2023-2024
Aggiornata al 23 gennaio 2024.
| N. |                        | Ruolo | Calciatore          |
| -- | ---------------------- | ----- | ------------------- |
| 1  | Belgio (bandiera)      | P     | Tom Vandenberghe    |
| 2  | Inghilterra (bandiera) | D     | Ryan Alebiosu       |
| 4  | Russia (bandiera)      | D     | Mark Mampassi       |
| 5  | Germania (bandiera)    | D     | Christalino Atemona |
| 6  | Cile (bandiera)        | C     | Nayel Mehssatou     |
| 7  | Francia (bandiera)     | A     | Mounaïm El Idrissy  |
| 8  | Belgio (bandiera)      | C     | Youssef Challouk    |
| 9  | Irlanda (bandiera)     | C     | Jonathan Afolabi    |
| 10 | Algeria (bandiera)     | C     | Abdelkahar Kadri    |
| 11 | Belgio (bandiera)      | C     | Dion De Neve        |
| 13 | Belgio (bandiera)      | P     | Ebbe De Vlaeminck   |
| 15 | Bulgaria (bandiera)    | C     | Kristijan Malinov   |
| 16 | Belgio (bandiera)      | C     | Marco Kana          |
| 20 | Uruguay (bandiera)     | A     | Felipe Avenatti     |
| 21 | Belgio (bandiera)      | C     | Martin Wasinski     |

| N. |                        | Ruolo | Calciatore        |
| -- | ---------------------- | ----- | ----------------- |
| 23 | Inghilterra (bandiera) | C     | Alex Mighten      |
| 24 | Giappone (bandiera)    | D     | Haruya Fujii      |
| 27 | Francia (bandiera)     | C     | Abdoulaye Sissako |
| 33 | Giappone (bandiera)    | D     | Ryōtarō Tsunoda   |
| 39 | Galles (bandiera)      | A     | Isaak Davies      |
| 44 | Portogallo (bandiera)  | D     | João Silva        |
| 54 | Inghilterra (bandiera) | C     | Sheyi Ojo         |
| 68 | Guadalupa (bandiera)   | A     | Thierry Ambrose   |
| 70 | Belgio (bandiera)      | C     | Massimo Bruno     |
| 76 | Senegal (bandiera)     | C     | Djibi Seck        |
| 77 | Togo (bandiera)        | C     | David Henen       |
| 89 | Belgio (bandiera)      | C     | Lynnt Audoor      |
| 95 | Belgio (bandiera)      | P     | Lucas Pirard      |
| 98 | Romania (bandiera)     | D     | Raul Opruț        |
|    | Spagna (bandiera)      | A     | Nacho Ferri       |

### Rosa 2022-2023
Aggiornata al 2 febbraio 2023.
| N. |                                 | Ruolo | Calciatore         |
| -- | ------------------------------- | ----- | ------------------ |
| 4  | Giappone (bandiera)             | D     | Tsuyoshi Watanabe  |
| 6  | Francia (bandiera)              | D     | Lucas Rougeaux     |
| 7  | Belgio (bandiera)               | C     | Dylan Mbayo        |
| 8  | Croazia (bandiera)              | C     | Ante Palaversa     |
| 9  | Algeria (bandiera)              | A     | Billel Messaoudi   |
| 10 | Comore (bandiera)               | A     | Faïz Selemani      |
| 11 | Belgio (bandiera)               | C     | Amine Benchaib     |
| 13 | Uruguay (bandiera)              | A     | Felipe Avenatti    |
| 14 | Mali (bandiera)                 | C     | Sambou Sissoko     |
| 15 | Bosnia ed Erzegovina (bandiera) | C     | Stjepan Lončar     |
| 16 | Belgio (bandiera)               | P     | Maxim Deman        |
| 17 | Senegal (bandiera)              | A     | Pape Habib Guèye   |
| 18 | Algeria (bandiera)              | C     | Abdelkahar Kadri   |
| 19 | Gambia (bandiera)               | A     | Muhammed Badamosi  |
| 20 | Belgio (bandiera)               | C     | Alexandre De Bruyn |

| N. |                      | Ruolo | Calciatore             |
| -- | -------------------- | ----- | ---------------------- |
| 21 | Danimarca (bandiera) | C     | Victor Torp            |
| 22 | Georgia (bandiera)   | C     | Tsotne Bendianishvili  |
| 23 | Marocco (bandiera)   | A     | Rachid Alioui          |
| 25 | Belgio (bandiera)    | C     | Nayel Mehssatou        |
| 26 | Francia (bandiera)   | C     | Kévin Vandendriessche  |
| 27 | Belgio (bandiera)    | C     | Michiel Jonckheere     |
| 28 | Francia (bandiera)   | P     | Joris Delle            |
| 30 | Belgio (bandiera)    | D     | Kristof D'haene        |
| 31 | Serbia (bandiera)    | P     | Marko Ilić             |
| 39 | Germania (bandiera)  | A     | Jesaja Herrmann        |
| 54 | Ghana (bandiera)     | A     | Jonah Osabutey         |
| 66 | Serbia (bandiera)    | D     | Aleksandar Radovanović |
| 77 | Togo (bandiera)      | C     | David Henen            |
| 99 | Malaysia (bandiera)  | A     | Luqman Hakim           |

### Rosa 2021-2022
Aggiornata al 18 febbraio 2022.
| N. |                                 | Ruolo | Calciatore         |
| -- | ------------------------------- | ----- | ------------------ |
| 4  | Giappone (bandiera)             | D     | Tsuyoshi Watanabe  |
| 6  | Francia (bandiera)              | D     | Lucas Rougeaux     |
| 7  | Belgio (bandiera)               | C     | Dylan Mbayo        |
| 8  | Croazia (bandiera)              | C     | Ante Palaversa     |
| 9  | Algeria (bandiera)              | A     | Billel Messaoudi   |
| 10 | Comore (bandiera)               | A     | Faïz Selemani      |
| 11 | Belgio (bandiera)               | C     | Amine Benchaib     |
| 13 | Uruguay (bandiera)              | A     | Felipe Avenatti    |
| 14 | Mali (bandiera)                 | C     | Sambou Sissoko     |
| 15 | Bosnia ed Erzegovina (bandiera) | C     | Stjepan Lončar     |
| 16 | Belgio (bandiera)               | P     | Maxim Deman        |
| 17 | Senegal (bandiera)              | A     | Pape Habib Guèye   |
| 18 | Algeria (bandiera)              | C     | Abdelkahar Kadri   |
| 19 | Gambia (bandiera)               | A     | Muhammed Badamosi  |
| 20 | Belgio (bandiera)               | C     | Alexandre De Bruyn |

| N. |                      | Ruolo | Calciatore             |
| -- | -------------------- | ----- | ---------------------- |
| 21 | Danimarca (bandiera) | C     | Victor Torp            |
| 22 | Georgia (bandiera)   | C     | Tsotne Bendianishvili  |
| 23 | Marocco (bandiera)   | A     | Rachid Alioui          |
| 25 | Belgio (bandiera)    | C     | Nayel Mehssatou        |
| 26 | Francia (bandiera)   | C     | Kévin Vandendriessche  |
| 27 | Belgio (bandiera)    | C     | Michiel Jonckheere     |
| 28 | Francia (bandiera)   | P     | Joris Delle            |
| 30 | Belgio (bandiera)    | D     | Kristof D'haene        |
| 31 | Serbia (bandiera)    | P     | Marko Ilić             |
| 39 | Germania (bandiera)  | A     | Jesaja Herrmann        |
| 54 | Ghana (bandiera)     | A     | Jonah Osabutey         |
| 66 | Serbia (bandiera)    | D     | Aleksandar Radovanović |
| 77 | Togo (bandiera)      | C     | David Henen            |
| 99 | Malaysia (bandiera)  | A     | Luqman Hakim           |

### Rosa 2020-2021
| N. |                        | Ruolo | Calciatore             |
| -- | ---------------------- | ----- | ---------------------- |
| 1  | Slovacchia (bandiera)  | P     | Adam Jakubech          |
| 2  | Serbia (bandiera)      | D     | Petar Golubović        |
| 3  | Stati Uniti (bandiera) | D     | Brendan Hines-Ike      |
| 4  | Belgio (bandiera)      | D     | Gilles Dewaele         |
| 5  | Australia (bandiera)   | D     | Trent Sainsbury        |
| 6  | Francia (bandiera)     | D     | Lucas Rougeaux         |
| 8  | Croazia (bandiera)     | C     | Ante Palaversa         |
| 9  | Malaysia (bandiera)    | A     | Luqman Hakim Shamsudin |
| 10 | Comore (bandiera)      | A     | Faïz Selemani          |
| 11 | Serbia (bandiera)      | C     | Jovan Stojanović       |
| 16 | Belgio (bandiera)      | P     | Maxim Deman            |
| 17 | Senegal (bandiera)     | A     | Pape Habib Guèye       |
| 19 | Gambia (bandiera)      | A     | Muhammed Badamosi      |

| N. |                    | Ruolo | Calciatore             |
| -- | ------------------ | ----- | ---------------------- |
| 20 | Mali (bandiera)    | C     | Sambou Sissoko         |
| 23 | Belgio (bandiera)  | C     | Julien de Sart         |
| 25 | Ucraina (bandiera) | D     | Jevhen Makarenko       |
| 27 | Belgio (bandiera)  | C     | Michiel Jonckheere     |
| 30 | Belgio (bandiera)  | C     | Kristof D'haene        |
| 31 | Serbia (bandiera)  | P     | Marko Ilić             |
| 34 | Francia (bandiera) | A     | Teddy Chevalier        |
| 41 | Belgio (bandiera)  | C     | Yani Van den Bossche   |
| 51 | Ghana (bandiera)   | A     | Eric Ocansey           |
| 66 | Serbia (bandiera)  | D     | Aleksandar Radovanović |
| 76 | Belgio (bandiera)  | D     | Timothy Derijck        |
| 93 | Belgio (bandiera)  | A     | Zinho Gano             |
|    | Belgio (bandiera)  | C     | Gaëtan Hendrickx       |